# Cartulaire de Gorze
Les cartulaires de l’abbaye de Gorze sont deux recueils de chartes de la fin du VIIIe siècle au milieu du XIIe siècle. 
L'original du cartulaire le plus ancien était conservé à la Bibliothèque de Metz sous la cite ms. 826. Il a été rédigé vers 1170. Il a été brûlé avec d'autres manuscrits dans la nuit du 31 août 1944. Il a fait l'objet d'une édition en 1898 par Armand d'Herbomez (1852-1910).
L'original du second cartulaire est actuellement conservé dans le fonds de livres anciens de la bibliothèque du Grand Séminaire de Nancy sous la cote ms. MB 26.

## Publication
- Cartulaire de l'abbaye de Gorze Ms. 826 de la Bibliothèque de Metz, publié par Armand d'Herbomez, Mettensia II, C. Klincksieck, Paris, 1898 (lire en ligne)